# Pellucistoma elongata
Pellucistoma elongata is een mosselkreeftjessoort uit de familie van de Cytheromatidae. De wetenschappelijke naam van de soort is voor het eerst geldig gepubliceerd in 1998 door Whatley, Moguilevsky, Chadwick, Toy & Ramos.